# ワルザザート
ワルザザート（Ouarzazate、アラビア語表記：ورززات、Warzāzāt）は、モロッコ中部の内陸部の都市の1つである。モロッコ国内では比較的小さな町であり、2014年時点での人口は、70,067人であった。

## 地理
マグレブ諸国の地中海沿岸近くに連なるアトラス山脈の南部に位置する。アトラス山脈から流れてきたドラア川が平原に出る地点、標高約1150 mに形成された都市が、ワルザザートである。アトラス山脈の地中海に近い部分は新期造山帯であり、激しく隆起が続いている場所であり、また地震の発生も比較的多い場所である。モロッコの気候は、アトラス山脈を境に大きく変わり、アトラス山脈の南側は乾燥する傾向にある。ワルザザートも乾燥した気候であり、雨はほぼ降らない。しかし、ドラア川の水を得られる場所である。なお、ワルザザートの西には、モロッコ最高峰であるトゥブカル山がそびえる。

## 交通
かつてワルザザートはキャラバンが立ち寄るだけの小さな村であった。それが1920年代にフランス軍の基地が作られてから、町の規模が拡大した。マラケシュからアトラス山脈を越えて、その後はウジダなどへと抜ける幹線道路の経路上に位置している。また、南東のサハラ方向へ向かう経路上にも位置している。このような交通の要衝であるため、現在でもモロッコ軍が駐屯している。また、空港も設置されており、モロッコの乾燥地帯観光の玄関口としても機能している。ここからダデス川沿いに東のエルラシディアへと抜ける道は「カスバ街道」と呼ばれ、多くの観光客が訪れてきた。

## 太陽熱発電所
ワルザザート近郊にはワルザザート太陽熱発電所が建設され、2016年に稼働した。その後も設備の増設が行われた。

## ワルザザートに関連する作品
ワルザザートは交通の便が比較的良く、付近に高低差も見られ、乾燥地帯の独特の景観を利用し、映画のロケ地として幾度も使われてきた街である。例えば、『アラビアのロレンス』、『スター・ウォーズ』、『007 リビング・デイライツ』、『ハムナプトラ/失われた砂漠の都』、『グラディエーター』、『クンドゥン』などの映画の撮影が、この街でも行われた。